# José Armando Álvarez Cano
José Armando Álvarez Cano (Jiquilpan, 30 de janeiro de 1960) é um clérigo católico romano mexicano e nomeado arcebispo coadjutor de Morelia .

## Vida
José Armando Álvarez Cano foi ordenado sacerdote em 8 de fevereiro de 1986
O Papa Bento XVI nomeou-o Prelado de Huautla em 3 de novembro de 2011. Foi ordenado bispo pelo Núncio Apostólico no México, Dom Christophe Pierre, em 30 de janeiro do ano seguinte; Os co-consagradores foram Alberto Cardeal Suárez Inda, Arcebispo de Morelia, e José Luis Chávez Botello, Arcebispo de Antequera, Oaxaca .
Em 11 de maio de 2019, o Papa Francisco nomeou-o Bispo de Tampico.A inauguração ocorreu em 5 de julho do mesmo ano.
Em 25 de janeiro de 2025, o Papa Francisco nomeou-o Arcebispo Coadjutor de Morelia.